# مارشال فيلد الرابع
مارشال فيلد الرابع (بالإنجليزية: Marshall Field IV) هو شخصية أعمال أمريكي، ولد في 15 يونيو 1916، وتوفي في 18 سبتمبر 1965 في الولايات المتحدة.

## وصلات خارجية
- مارشال فيلد الرابع على موقع إن إن دي بي (الإنجليزية)